# Piotr Pokora (historyk)
Piotr Pokora – polski historyk, dr hab. nauk humanistycznych, profesor uczelni Wydziału Historii Uniwersytetu im. Adama Mickiewicza w Poznaniu.

## Życiorys
7 czerwca 2004 obronił pracę doktorską Pieczęcie episkopatu Polski w monarchii pierwszych Jagiellonów, 3 lipca 2018 habilitował się na podstawie pracy zatytułowanej Studia i edycje do dziejów znaków własnościowych w dawnej Polsce. Otrzymał nominację profesorską. Został zatrudniony na stanowisku adiunkta w Instytucie Historii na Wydziale Historii Uniwersytetu im. Adama Mickiewicza w Poznaniu.
Jest profesorem uczelni na Wydziale Historii Uniwersytetu im. Adama Mickiewicza w Poznaniu.